# Cas Turisme Jove
El Cas Turisme Jove fou un cas de corrupció comés al Consorci Turisme Jove depenent de la Conselleria de Presidència i Esports del Govern de les Illes Balears del Govern de les Illes Balears durant la legislatura 2003-2007 amb el mandat de Jaume Matas (PP).
La causa va ser instruïda pel magistrat Miquel Florit, titular del jutjat d'instrucció 6 de Palma. I jutjat en vista oral per la Secció Primera de l'Audiència de Palma, presidida pel magistrat Juan Pedro Yllanes Suárez.

## Cronologia
El 9 de febrer de 2008, el Diario de Mallorca destapà que el consorci de Turisme Jove de Balears, que en la legislatura anterior depenia de l'exconsellera de Presidència del PP, Rosa Puig, va llogar poc abans de les eleccions del 27 de maig de 2007 dos locals a Juan Francisco Gosálbez Rodríguez. Segons el diari, el 14 de maig de 2007 Gosálbez va constituir una societat que l'endemà va llogar fins a 2019 la seva pròpia seu social al consorci, per obrir-hi una sucursal de turisme juvenil. Aquesta és gestionada pel mateix departament del qual ell era cap de serveis i instal·lacions fins a aquella setmana. Gosálbez també va blindar el contracte amb una clàusula de rescissió de 300.000 euros. Des de llavors aquest home de confiança del Govern Matas percebé 4.500 euros al mes, més IVA, pel citat arrendament.
Els immobles, situats al barri palmesà de la Bonanova, sumen uns 200 metres quadrats i alberguen teòricament una oficina d'informació turística juvenil, que passa molt desapercebuda pel públic perquè no figura en el seu exterior més indicació que www.turismejove.com estampat en l'aparador, molt discretament. Fins i tot els actuals responsables del consorci no van saber de la seva existència fins fa poc. El contracte de lloguer va ser signat el 2 de gener de 2007 pel llavors gerent del consorci de Turisme Jove, Damià Amengual (home de confiança de l'exconsellera Puig), i la representant de Grup Fanodi Gestió SL, propietària del local que s'anava a arrendar. Com a administrador d'aquesta societat figura el mateix Gosálbez, en aquell temps mà dreta d'Amengual i qui portava la veu cantant en el dia a dia del consorci, segons diverses fonts.
Curiosament, la direcció d'aquesta oficina d'informació turística és la mateixa que el domicili de l'empresa particular de Gosálbez, dedicada oficialment a "serveis de neteja d'interiors: edificis, oficines, locals comercials, residències o centres sanitaris". Sobre els papers, ambdues ocupen els baixos del número 3 del carrer Francesc Vidal Sureda de Palma.
Segons fonts de la Conselleria d'Esports i Joventut "L'obertura d'aquesta oficina la va gestionar Gosálbez, que va defensar la seva ubicació per la proximitat de col·legis en aquella zona. Hi treballen dues persones, però no sabem molt bé quin servei es presta, ja que l'horari d'obertura és de 8 a 15, i els joves a aquestes hores són a classe"
El 18 d'abril de 2008 el Diario de Mallorca avança que Intervenció trobà irregularitats en Turisme Jove i el declararia en fallida.
A instàncies d'una investigació iniciada per Diario de Mallorca, es va descobrir que el consorci havia llogat poc abans de les últimes eleccions balears un local a la barriada palmesana de la Bonanova per instal·lar una oficina de turisme juvenil. Des de l'exterior tot just s'aprecia activitat laboral, però el Govern pagava religiosament un lloguer mensual de 4.500 euros més IVA. L'immoble és propietat de Gosálbez i de la seva esposa. És a dir, un càrrec del consorci s'autollogà un local i percebé uns ingressos anuals de 54.000 euros de les arques públiques, d'on també van sortir 180.000 euros per reformar-lo. En el contracte d'arrendament apareix una clàusula de blindatge: Si per qualsevol causa el Govern decidís rescindir pel seu compte, hauria de pagar uns 300.000 euros. El document apareix signat per l'exgerent Amengual.
Però les irregularitats comeses per Gosálbez no es limiten a aquest autoalquiler d'aquest local, en el qual pesa un préstec de 638.000 euros que s'abonen amb els ingressos mensuals que aporta el Govern. L'excap de serveis i manteniment va crear una societat, Grup Fanodi Gestió SL, en el també figura la seva dona. En els papers és aquesta empresa la que lloga el local, perquè no aparegui el nom del càrrec del PP. Es creu que aquesta societat falsificava factures per maquillar comissions.
A més, segons va esbrinar la Policia, Gosálbez també s'hauria apoderat d'una subvenció d'uns 18.000 euros que va abonar la Xarxa Espanyola d'Albergs Juvenils per l'intercanvi de joves en un campament d'Alcúdia, però que pel que sembla mai es va realitzar. També es creu que pagava amb diners públics viatges privats que presentava com a despeses de treball.
L'11 d'agost de 2008 la Policia va detenir diverses persones implicades en el cas. El 14 d'agost, el jutge de guàrdia, Antoni Rotger Cifre, va decretar per a Juan Francisco Gosálbez Rodríguez presó incondicional i sense fiança a petició de la Fiscalia Anticorrupció i l'acusació particular, el bufet Pomar, que representa l'organisme públic. Un altre dels principals imputats, l'exgerent Damià Amengual Aloy, va eludir la presó després de pagar 12.000 euros. Per contra, el magistrat va deixar en llibertat amb càrrecs i sense fiança a la tercera detinguda, la dona de Gosálbez, Maria Auxiliadora Pérez de Algaba. El mateix dia la Policia va detenir per ordre del Ministeri Públic a l'exdirector general de Joventut del Govern de Matas, Juan Francisco Gálvez Díaz, i el Grup de Delinqüència Econòmica va registrar el seu domicili al Molinar. No obstant això, com que no van trobar proves contundents contra la seva persona, la Fiscalia va optar per no demanar presó per a ell, i va quedar en llibertat també amb càrrecs.
El primer a desfilar davant el jutge i el fiscal Anticorrupció Pedro Horrach ajudat en aquest cas per Miguel Ángel Subirán, va ser Gosálbez, qui assistit pel seu lletrat Octavio Couto es va acollir al seu dret a no declarar. En segon lloc va prestar declaració Damià Amengual, qui es va considerar innocent dels delictes que se li imputaven, encara que del seu testimoni es van ordenar les posteriors actuacions judicials contra Gálvez. El que va ser número 2 de l'exconsellera Rosa Puig va reconèixer davant el jutge de guàrdia que no exercia cap control sobre el dia a dia del consorci. De fet, va dir que només anava a la seu "un cop cada dos mesos". Gálvez va afirmar sentir-se "enganyat i defraudat" pel seu amic Gosálbez, assegurant que aquest "s'havia aprofitat" d'ell. Així mateix, l'exdirector general va assegurar no haver-se emportat "ni un duro" del consorci. Gálvez va presenciar el registre del seu domicili, que es va desenvolupar des de les 20:30 fins a les 22:30 hores sota la supervisió dels fiscals Horrach i Subirán, i d'on es va requisar documentació i el disc dur del seu ordinador, si bé finalment va quedar lliure.
Damià Amengual va haver d'explicar algunes factures presentades per ell de restaurants, taxis, rams de flors, etc. Les explicacions varen ser bastant surrealistes i no van convèncer el jutje ni als fiscals. Així mateix, va admetre ser un "home de palla", i que realment manava el seu subordinat Gosálbez.
Els investigadors no trobaren les actes del consell de direcció durant els quatre anys de la legislatura del Partit Popular. Se sospità que haguessin pogut ser destruïdes o amagades. Aquests documents podrien ser reveladors per conèixer el 'modus operandi' del consorci, ja que quan es reunia el consell de direcció de l'entitat es prenien decisions de gran importància com ampliacions de capital, auditories o la compra de terrenys. En el consell de direcció de Turisme Jove participaven l'exdirector general de Joventut, Juan Francisco Gálvez, l'exgerent, Damià Amengual, la llavors directora general de Menors, un representant de Turisme, regidors de municipis com Llucmajor o Sencelles i tres representants d'ajuntaments on hi ha albergs (Alcúdia, Ciutadella i Formentera). En una ocasió fins i tot va assistir l'exconsellera de Presidència i Esports, Rosa Puig. També exercia un paper important dins del consell de direcció Juan Francisco Gosálbez, considerat com el presumpte cervell de la trama, era el secretari del consell i, per tant, l'encarregat de redactar les actes.
Diversos testimonis el van assenyalar a ell com la persona que portava les actes del consell de direcció. Aquests documents presumptament es deixaven en un prestatge a l'abast de qualsevol persona que entrés a l'oficina. L'exgerent de l'entitat, Damià Amengual, el suposat "home de palla", que va ser assistit per l'advocat Tomeu Vidal, també va confirmar que Gosálbez tenia ple accés a les actes del consell de direcció, com altres persones.
Amengual també va donar una dada rellevant en explicar que els contractes que signava no passaven pel consell de direcció perquè l'exdirector general de Joventut, Gálvez, li havia dit que no era obligatori segons els estatuts de l'organisme.
Diversos empresaris han reconegut que van inflar factures a nom del consorci per indicació de Juanfran. La més cridanera és la de l'empresari Marcos Pérez Martínez (MCO - Mallorquina de Construcciones y Obras), que, va ser detingut el mateix 11 d'agost de 2008, va assegurar haver reformat el local adquirit i auto llogat per Gosálbez i haver facturat uns 182.000 euros, dels quals 60.000 haurien anat a parar a la butxaca del capitost de Turisme Jove. De tot això, el gerent del consorci diu que no es va assabentar. A vegades, els empleats de l'oficina l'escoltaven "qualsevol dia d'aquests, ens tancaran a tots!".
Segons el fiscal, al març de 2005 van decidir canviar l'antiga seu del Consorci, al carrer Jeroni Antich de Palma, el lloguer era de 800 euros per unes oficines més grans al carrer Baró de Pinopar. La nova renda seria una mica més gran que l'anterior: 16.000 euros mensuals (el triple) per a una empresa immobiliària el representant, Matías Vidal Roselló també està imputat en el cas. El fiscal cridà l'atenció sobre el fet que ni un ni l'altre tenien competència per a comprometre el Consorci en un lloguer, i que havien estat advertits d'això. A finals del mateix any, Amengual signava el lloguer d'un altre local a la Via Alemanya de Palma a un segon empresari, Bernardo Carbonell Gual. L'import del nou lloguer era lleugerament inferior al subscrit el mes de març: 15.500 euros al mes durant el primer any, 13.000 els següents.
Un els proveïdors de Turisme Jove va declarar davant el jutge: "Juan Francisco Gosálbez ens va fer xantatge: o li pagàvem una tarifa o no ens deixaria llogar les instal·lacions del campament de la Victòria a Alcúdia i la nostra empresa d'activitats esportives i de temps lliure s'enfonsaria".
Diversos treballadors del Consorci van explicar als agents com a mitjan legislatura es va defenestrar a la comptable, Catalina Concepció Pou, col·locant per aquesta tasca a Jaume Cerdà, fins a aquell moment el xofer de Puig i persona de confiança de Gosálbez. La investigació policial evidència que el nou comptable mai feia preguntes sobre les elevades despeses de representació Gosálbez i Amengual.
L'11 de desembre de 2008 es va posar en llibertat a Juan Francisco Gosálbez per haver pagat la fiança de 12.000 euros.
Un dels encausats és Juan Manuel Maiz Chacón, empresari, productor i nuvi de la cantant Nuria Fergó. El jutge d'instrucció 6 de Palma, Miquel Florit, tenia previst prendre declaració en qualitat d'imputat Maíz, però aquest no es va presentar al jutjat a l'hora convinguda. El productor sí que va declarar el 30 d'abril a les dependències del grup de Delictes Econòmics de la Policia. Els investigadors van veure que una empresa vinculada a Maíz, la productora Backstage Specials Events SL, hauria pagat comissions (suborns) a Gosálbez per alguns treballs. La "mossegada" va aparèixer en una comptabilitat secreta de Gosálbez, on figurava el cobrament de 3.300 euros com a comissió del 20 per cent per diversos treballs adjudicats entre abril i maig de 2006 a proveïdors de Turisme Jove, entre ells Backstage. El nuvi de Núria Fergó va manifestar a la policia que va fer quatre treballs per a Turisme Jove, però no directament sinó amb la mediació del publicista Manuel Sáez, ja imputat en la causa. Maíz va afegir que dels quatre encàrrecs ell realment va fer només dos i que els altres dos (per 17.310,88 i 3.004,40 euros) van ser "subcontractats" per Sáez a tercers. No obstant això, Maíz va facturar els quatre treballs a Turisme Jove i el consorci li va abonar les quatre quantitats, encara que ell li va donar els diners dels dos treballs subcontractats a Sáez. Juan Manuel Maíz va rebutjar haver pagat suborns a ningú per aquests encàrrecs, ni tampoc haver inflat factures girades al consorci del Govern. Segons la pàgina a Internet de Backstage, aquesta productora gestiona i promou en exclusiva la cursa de Núria Fergó. En mitjans periodístics se situa a Maíz en l'òrbita del PP.
Es va investigar si alts càrrecs de l'anterior Govern del Partit Popular (PP) van anar gratuïtament a l'estiu del 2006 al Tour de França i si també van passar unes vacances a Portugal amb fons del consorci Turisme Jove.
El 17 de juny de 2009 José Manuel Maíz Chacón, va admetre davant el jutje d'instrucció que havia facturat dos treballs de publicitat al Consorci Turisme Jove que ell no havia fet. Maíz, defensat per Josep María Palà, va dir que donaria tot tipus d'explicacions i va mostrar tota mena de documents.
El 16 de juliol de 2009, Juan Francisco Gosálbez va implicar l'exvicepresidenta del Govern del PP, Rosa Estaràs, en el presumpte desviament de 120.000 euros de fons públics per compensar l'exregidor de Calvià, Jesús García Oeo. Gosálbez va assenyalar al jutge Miquel Florit que els diners, aconseguits mitjançant factures falses abonades a l'empresari francès de temps lliure André Villena, van acabar en mans de Oeo, que feia anys que reclamava al Govern per haver estat desposseït de l'explotació de l'alberg juvenil de La Victòria (Alcúdia). El cas La Victòria es remunta a finals dels 90, quan un Govern del PP va rescindir el contracte a les empreses Cel Obert i Interjés de Peguera, vinculades al regidor de Calvià del PP García Oeo, per explotar l'alberg del mateix nom d'Alcúdia. El campament i el casal depenien llavors de la Xarxa d'Instal·lacions de les Illes Balears, l'organisme antecessor de Turisme Jove.
A l'octubre del 2000 el Govern del Pacte de Progrés va denunciar a Rosa Estaràs, llavors diputada al Congrés, davant el Tribunal Suprem per irregularitats en l'expedient de concessió de La Victòria. El cas va arribar a instrucció 4 de Palma, que el va sobreseure quan el Govern del PP, constituït en 2003, va retirar l'acusació particular i el fiscal no va acusar. De forma paral·lela, García Oeo, és marit de l'edil del PP a Calvià Teresa Martorell, va seguir reclamant contra el Govern per la via administrativa i la judicial. Segons va revelar Gosálbez, García Oeo va reclamar per escrit a Xarxa d'Instal·lacions de les Illes Balears 120.216 euros, que coincideix gairebé amb la suma presumptament desviada anys després per l'exregidor.
Gosálbez va aportar, entre altres documents, l'acord de Turisme Jove de 2003 per retirar l'acusació particular contra Estaràs i canviar d'advocat, posant al sogre del director general de Joventut, Juan Francisco Gálvez, en els contenciosos de García Oeo. També l'Advocacia de la Comunitat Autònoma va enviar un informe a la lletrada de Turisme Jove afirmant que, com a màxim, calia donar a Interjés i Cel Obert 90.000 euros. El desembre de 2005 Turisme Jove va optar per indemnitzar García Oeo amb 11.903 euros, que l'empresari va cobrar.
L'exfactòtum de Turisme Jove, ja havia declarat el setembre anterior que Gálvez li va ordenar per escrit que paguessin, amb els 120.000 euros transferits abans per la Conselleria d'Esports i Joventut, unes factures. El juliol va afegir que les factures anaven a ser presentades en l'esmentat consorci per García Oeo, com així hauria passat posteriorment. Les factures van ser girades pel grup d'empreses francès CLEA, encapçalat per André Villena, que va reconèixer haver fet diversos negocis amb Oeo. D'acord amb Gosálbez, Rosa Puig, consellera d'Esports i Joventut, va signar l'ordre de transferència dels 120.000 euros al consorci, però probablement ignorava per què anaven a servir realment els fons públics. Les ordres per a l'operació les hauria donat la vicepresidenta Estaràs. Tot seguit, Rosa Estaràs, va anunciar que interposaria una querella contra l'imputat en el cas, Juan Francisco Gosálbez, per implicar-la dins de la presumpta trama de corrupció, i també contra "els que insinuen que he tingut relació amb el cas" André Villena, l'empresari francès que oficialment va cobrar en 2006 120.000 euros de Turisme Jove per unes estades de joves en albergs i hotels fictícies, va assegurar al jutge Florit que es va quedar 108.00 euros, atès que el Govern anul·là les reserves, però li va pagar les estades. Villena, defensat per Fernando Mateas, fou acusat de malversació i falsedat i va eludir la presó en desestimar el jutge la petició del fiscal per la seva presó preventiva. L'empresari sí que hagué de dipositar 130.000 euros per a la responsabilitat civil.
L'endemà, el 17 de juliol de 2009, l'exregidor del Partit Popular a Calvià Jesús García Oeo va negar davant el jutge que hagués cobrat 120.000 euros que van ser abonats pel consorci públic Turisme Jove a través d'unes factures falses. García Oeo, va ser citat pel jutge després de les declaracions de Juan Francisco Gosálbez. El que va ser responsable de Turisme Jove va afirmar que l'exregidor popular va ser la persona que va rebre aquests diners, i que va arribar a les seves mans després d'una ordre directa de l'exvicepresidenta Rosa Estaràs. Inicialment, aconsellat pel seu advocat José Ignacio Herrero, l'exregidor s'anava a negar a declarar. No obstant això, el fiscal Miguel Ángel Subirán va aconseguir que contestés a quatre preguntes abans de donar per conclosa la declaració. García Oeo va dir que era el responsable de l'empresa Interjes de Paguera SL. Aquesta societat va estar relacionat amb el consorci Turisme Jove entre els anys 1994 i 2000. Quatre anys després de rescindir el contracte va percebre 11.900 euros, segons ell. L'imputat va reconèixer que era cert que havia presentat un contenciós contra el Govern per donar per acabada aquesta relació i, encara que no podia assegurar-ho, creia que havia guanyat el plet. García Oeo va dir que coneixia André Villena, l'empresari francès que va facturar al Govern 120.000 euros per uns viatges per a joves que mai van arribar a gaudir. Va aclarir que aquesta relació amb Villena és perquè intervé com a mediador turístic i li ven places hoteleres que prèviament ha comprat. Finalment, García Oeo assenyalà que no era cert que presentés en mà a Turisme Jove unes factures de Villena o de les seves empreses. Per tant, va desmentir a Gosálbez, que va afirmar que l'exregidor va lliurar aquestes factures falses per uns viatges que mai es van gaudir, i que va rebre els 120.000 euros que es van abonar amb fons públics. El fiscal va sol·licitar al jutge que se celebrés una compareixença per sol·licitar mesures cautelars contra l'exregidor. El jutge va denegar aquesta compareixença, el que va molestar el fiscal. Anticorrupció preveié de nou una fiança de 150.000 euros a l'empresari en considerar que havia mentit.
El 23 de juliol de 2009 Damià Amengual, exgerent de Turisme Jove també va implicar l'antic regidor de Calvià del mateix partit Jesús García Oeo en la presumpta malversació de 120.000 euros de fons públics. El delegat a Balears de la fiscalia anticorrupció Juan Carrau i Manuel Pomar, acusador en nom del Govern, no van creure a Gálvez i van sol·licitar un embargament cautelar dels seus béns de 150.000 euros per fer front a les conseqüències pecuniàries del possible delicte de malversació de fons. Damià Amengual i Juan Francisco Gosálbez, els dos imputats penedits en el cas Turisme Jove, van coincidir a apuntar a la llavors vicepresidenta del Govern Rosa Estaràs com la dirigent que va autoritzar o supervisar el pagament encobert de 120.000 euros a l'exedil del PP Jesús García Oeo. Estaràs, ho seguí negant a través d'un comunicat, fet el 24 de juliol de 2009, igual que ja fes en una roda de premsa el 17 de juliol.
Al BOIB del 14 d'agost de 2010 es va publicar la dissolució del Consorci Turisme Jove de les Illes Balears i la seva integració a l'Institut de la Joventut.
El 30 de maig de 2011, la Fiscalia Anticorrupció va sol·licitar el sobreseïment del cas Turisme Jove, per a set dels 21 imputats contra els quals el jutge instructor, Miquel Florit, va decretar que continués el procés penal amb la finalitat que poguessin ser jutjats per aquests fets. En concret, es tractava de l'exsecretària general de la Conselleria de Medi Ambient, Maria de los Reyes; els empresaris Juan Pedro Carbonell, José Manuel Maíz i Matías Vidal; l'arrendador d'un local de Turisme Jove, Bernardo Carbonell; el director executiu de Sáez Urios, Antonio Noguera; i el publicista Joan Rosselló, si bé el jutge ha avançat que aquesta qüestió es resoldrà una vegada hagin estat presentats els escrits d'acusació del Ministeri Públic i l'acusació popular, exercida pel PP. Sobre els encausats pesen els presumptes delictes de suborn, malversació de cabals públics, falsedat documental, prevaricació, negociacions prohibides a funcionaris i defraudació.
El Partit Popular va donar ordres als seus advocats perquè es continués des de Balears amb l'acusació que va iniciar contra l'antiga cúpula del consorci públic Turisme Jove. Malgrat el canvi polític al Govern, el PP va decidir continuar exercint l'acusació contra els antics militants perquè entenia que haurien traït la confiança de la formació en apostar per ells quan van ser nomenats perquè ocupessin aquests càrrecs públics.
El Govern, a través de la Conselleria d'Esports i Joventut, va sol·licitar 27 anys de presó per a tres exalts càrrecs del Consorci Turisme Jove (CTJ) a l'Executiu que presidia Jaume Matas, l'exdirector general de Joventut Juan Francisco Gálvez, l'exgerent d'aquest organisme Damià Amengual i l'excap de Serveis i Manteniment Juan Francisco Gosálbez. En la causa s'ha investigat una suposada trama de corrupció que va deixar l'CTJ en situació de fallida tècnica, segons les acusacions. L'advocat de la Comunitat Autònoma al Govern de Francesc Antich es va presentar al procés obert el 2008 al jutjat d'instrucció 6 de Palma, a instàncies de la Fiscalia Anticorrupció, en qualitat d'acusació particular. L'escrit final sol·licitant les elevades penes de presó, però, va ser presentat el 29 de juliol, amb el popular José Ramón Bauzá al capdavant de l'Executiu. El criteri del despatx de lletrats que representa el Govern no va canviar en aquesta causa i malgrat el relleu al Consolat de la Mar, la Comunitat Autònoma va sol·licitar les mateixes penes de presó que el Ministeri Públic i pels mateixos delictes: continuat de malversació de cabals públics, continuat de suborn, continuat de prevaricació, frau a l'administració pública, continuat de falsedat documental, falsedat en document mercantil i negociacions prohibides a funcionaris.
Dos recursos de reforma interposats contra la interlocutòria que posava fi a la instrucció del cas Turisme Jove van mantenir paralitzada durant diversos mesos la fase acusatòria de la causa. Un cop resolts, l'expedient del cas li fou lliurat al PP, personat com a acusació popular, perquè pogués formular el seu escrit de qualificació sobre els fets investigats en aquesta causa de presumpta corrupció. Tot i que ambdós recursos, presentats pels empresaris Pau Pujante i Matías Vidal contra la interlocutòria que decretava el pas a procediment abreujat del procediment, no tenien efecte suspensiu i el titular del Jutjat d'Instrucció número 6, Miquel Florit, podia traslladar al PP perquè formulés el seu escrit d'acusació sense necessitat de resoldre abans els recursos, el magistrat va optar per decidir prèviament sobre ells, el que ha alentit el procés. Ambdues impugnacions van ser desestimades

## Judici oral
L'11 de novembre de 2013 començà el judici oral. S'arribà a un acord de conformitat, i els acusats reconegueren els fets i la seva implicació.

### Escrit de conformitat
L'11 de novembre de 2013, el fiscal Juan Carrau Mellado i les parts personades subscriuen un escrit de conformitat, en el Procediment Abreviat Núm. 2256/2008, a l'empara que estableix l'article 787.1 de la vigent Llei d'Enjudiciament criminal.
La primera conclusió es basa en el fet que Gosálbez es va apoderar de 18.957,25 € procedents dels fons públics del "Consorcio para la presencia y promoción del alberguismo juvenil – Red Española de Albergues Juveniles (REAJ)" que estaven destinats a programes del CTJ. Per això va utilitzar la cooperació de la seva companya Maria Auxiliadora. Per fer seus aquests fons, va confeccionar dos pressupostos i una factura, el contingut era totalment inveraç, ja que simulava l'efectiva realització de dos programes d'intercanvi de joves a l'Alberg Juvenil de la Victòria a la localitat d'Alcúdia, suposadament desenvolupats, el primer, els dies 12 a 16 de maig de 2007 i, el segon, els dies 3 a 13 de juliol de 2007, per import global de 18.957,01 €. En aquests documents es va fer constar que el proveïdor d'aquests serveis d'intercanvi de joves era l'entitat mercantil Grupo Fanodi
Gestión SL, propietat dels dos acusats Juan Francisco Gosálbez i Maria Auxiliadora Perez. Aquesta mercantil, l'objecte social és la realització de serveis de neteja i manteniment, es va constituir el dia 14 de maig de 2007, per la qual cosa difícilment podia haver elaborat els pressupostos de 9 d'abril de 2007 ni podia desenvolupar els programes d'intercanvi de joves que més tard va facturar i cobrar al Consorci de Xarxa d'Albergs després d'obtenir del Consorci de Turisme Jove el vist i conforme de la factura inveraç, ja que aquests programes i activitats no es van realitzar mai. De la quantitat així obtinguda, Gosalbez va repartir part de la mateixa a Damià Amengual.
L'acusat Gosálbez aprofitant la relació existent entre el CTJ i l'entitat mercantil Náutica Aventura S.L. que organitzava diversos viatges i activitats per al Consorci, va exigir als administradors i socis de la qual, els també acusats Antoni Dolç i Bartomeu Gayá, l'abonament de prestacions econòmiques per seguir mantenint aquesta relació, accedint als acusats a aquesta exigència davant el temor de perdre com a client a CTJ però fent-ho de manera que la seva empresa no suportés les despeses per aquest pagament il·lícit. Amb aquesta finalitat i per fer efectiva aquesta prestació econòmica, i actuant de comú acord, els dos socis van emetre l'any 2006 una factura a nom de Náutica Aventura S.L. per import de 19.723 € pel concepte de "Activitats estiu 2006", el contingut era totalment inveraç perquè no va respondre a servei prestat algun, i la va remetre al CTJ, ordenant Gosálbez que fos abonada al compte corrent de Náutica Aventura S.L. Un cop abonada, l'acusat Bartomeu Gayà va lliurar, en efectiu, a Juan Francisco Gosálbez una part de l'import de la factura, concretament 13.000 € en compliment del que s'havia acordat prèviament. De la quantitat així obtinguda, Gosalbez també va repartir part de la mateixa a Damià Amengual.
Juan Francisco Gosálbez va exigir també a l'agència de publicitat SAEZ-URIOS SL, que mantenia una relació comercial amb el CTJ, el pagament d'una comissió d'un 20% sobre l'import de les factures que emetés aquesta entitat contra el CTJ. Aquesta exigència, amb l'advertiment que si no l'atenien, perdrien al CTJ com a client, la van traslladar al també acusat Manuel Carmelo Saez, soci i administrador de SAEZ-URIOS S.L. Aquest, davant el temor de perdre els contractes i la relació amb el CTJ, va accedir a això, abonant a Gosálbez aquesta comissió, que va aconseguir un import global en efectiu d'uns 30.000 € aproximadament. La quantitat total d'aquestes comissions va pujar a 12.032 €. Simultàniament, Gosálbez, com a soci i representant de la mercantil UNEDUNA SL, titular d'un establiment de perruqueria a Palma va contractar diversos treballs de disseny d'aparadors i retolació per l'establiment amb Manuel Carmelo, soci i administrador de SAEZ-URIOS SL acordant ambdós compensarien l'import de determinades comissions procedents de les factures al CTJ amb els treballs que realitzaven per la perruqueria. En conseqüència, l'import d'aquests treballs es va descomptar l'import de les comissions. Això per import global de 9.726,14 €. A més d'aquesta quantitat Gosalbez va percebre altres 2.306 € per comissions de SAEZ-URIOS i d'un altre proveïdor que totalitza per al període 29 de març de 2006 a 26 de setembre del 2006 la quantitat de 12.032 €. També va percebre durant el seu càrrec, almenys, 17.000 € d'aquest empresari.
L'acusat Pau Pujante Nadal de comú acord amb Manuel Carmelo, va emetre també diverses factures contra el CTJ en què s'havia incrementat el preu de real en un 300%. Això va succeir, en dues factures. Un cop cobrades les factures lliurava a Carmelo, la quantitat en què el preu havia estat excedit després de rebre factures de SAEZ-URIOS per encobrir aquest pagament.
És a dir que del cobrat al CTJ va entregar 2.221,40 € (3.546,12 €-1.324,72 €). Aquests increments s'efectuaven per poder realitzar els pagaments als funcionaris i mantenir la contractació sense perjudici per a l'empresa.
De manera similar a l'efectuat amb altres proveïdors, Juan Francisco Gosálbez va decidir exigir a l'empresa Impremta Badia, que mantenia una relació comercial amb el CTJ, el pagament d'una comissió d'un 20% sobre l'import de les factures que emetés aquesta entitat contra el CTJ. Així de la factura de preu total de 760 euros, es van abonar 152 € a Gosalbez. Aquesta exigència, amb l'advertència implícita que si no l'atenien, perdrien al CTJ com a client, va ser traslladada a una persona no identificada de la mercantil Impremta Badia que va abonar a Gosalbez aquesta comissió. Gosálbez va repartir les comissions cobrades amb Damià Amengual que coneixia i consentia aquests cobraments.
Juan Francisco Galvez, Director general de Joventut de la Conselleria d'Esports i Joventut del Govern Balear seguint instruccions d'altres persones amb ascendència sobre ell, va consentir a beneficiar amb 120.000 € de fons públics a Jesús García Oeo que va gestionar que aquelles instruccions arribessin a Galvez. García Oeo es considerava perjudicat per haver estat rescindit un contracte amb l'administració per a l'explotació d'albergs juvenils. Per això, va formular una reclamació en la qual va exigir el pagament de 120.230 € en concepte de danys i perjudicis ocasionats amb la rescissió. Els serveis jurídics del Govern van considerar que únicament tenia dret a 11.903 €, i García Oeo va buscar la fórmula d'obtenir amb fons públics de manera encoberta, il·legal i arbitrària la quantitat de 108.097 € que els serveis jurídics consideraven que no tenia dret (120.000 € - 11.903 = 108.097 €). Juan Francisco Galvez va cooperar amb aquesta finalitat seguint instruccions d'altres persones i en data 2 de juny de 2006 va sol·licitar fons a la Conselleria exclusivament per "activitats en els albergs en el segon semestre de 2006". Tenint ple coneixement que aquests fons no eren per a les activitats indicades, va aconseguir que la Conselleria donés aquests nous fons al CTJ per la quantitat pertinent de 120.000 euros. En execució del que s'havia dissenyat, García Oeo va convèncer a Andre José Villena perquè elaborés una sèrie de factures (set) que no responien a cap prestació de serveis, que simulaven una relació mercantil i que anaven a permetre la distracció dels fons públics. La suma de les quantitats de totes aquestes factures fan un total de 108.097,50 € que coincideix amb la quantitat que García Oeo es creia amb dret a rebre de l'administració i els serveis jurídics li denegaven.
Si a aquesta quantitat se li suma la d'11.903,50 € que el CTJ també va pagar el 2006 conforme als serveis jurídics, s'obté un total (120.000,50 €) similar a la quantitat que García Oeo reclamava. Les factures, van ser emeses per Andre Jose Villena sabent que no responien a relació comercial alguna i presentades en el CTJ per García Oeo. Van ser pagades per ordre de Gálvez en execució d'ordres superiors, qui tenia ple coneixement que no corresponia amb cap servei prestat i que els fons que es lliuraven tenien un altre destí. Amb posterioritat, i mitjançant la contractació fictícia de les empreses de Villena se li va fer arribar a García Oeo els fons públics del CTJ que havien sortit mitjançant facturació falsa. Villena sabent que anava a cobrar les factures ja emeses i recepcionades, va procedir entre el 16-6-06 i el 17-8-06 a transferir, des de les seves empreses, 100.000 €, mitjançant 6 transferències a la societat de García Oeo, Interjes de Paguera SL.
Els acusats Damià Amengual i Jose Francisco Gosálbez, sense cap justificació, prescindint totalment i absolutament del procediment administratiu establert a aquest efecte, i sense tenir competència per prendre aquesta decisió, van procedir en representació del Consorci
de Turisme Jove a efectuar la contractació del lloguer de dos locals situats al carrer Baró de Pinopar de Palma, propietat de l'entitat mercantil ISLAND ESTATE SL, i traslladar la seu del CTJ a aquests locals. El contracte de lloguer és de data 23 de març de 2005, i se
subscriu entre l'entitat mercantil ISLAND ESTATES SL, que està representada per Matias Vidal Roselló, i el CTJ representat per Amengual. En ell s'arrenden dos locals situats al Carrer Baró de Pinopar núm. 22 de Palma, pactant-se una renda mensual de 16.000 € més IVA al mes i un període de 10 anys de durada. El canvi de locals es va realitzar sense cap necessitat ni justificació, i estant el Consorci ja en aquell moment en una precària situació econòmica.
De manera similar, Damià Amengual i Juan Francisco Gosálbez, prescindint totalment i absolutament del procediment administratiu establert a aquest efecte, van procedir en representació del Consorci de Turisme Jove a efectuar de manera arbitrària i il·legal la contractació del lloguer d'un local situat a Via Alemanya de Palma, propietat de l'entitat mercantil EDIFICACIONS VIAL S.A. eludint tots els tràmits administratius preceptius. El contracte de lloguer és de data 27 de desembre de 2005, subscrit entre l'entitat mercantil EDIFICACIONS VIAL SA, que està representada per Bernat Carbonell Gual, i el CTJ representat Amengual, relatiu al local ubicat al Carrer Via Alemanya núm. 13, baixos, per un període de 10 anys, pactant-1 renda mensual de 15.500 € al mes el primer any, i 13.000 € més IVA al mes des del segon any fins a la finalització del contracte.
Juan Francisco Gosálbez amb la finalitat d'obtenir la propietat dels dos locals situats al Carrer Francesc Vidal Sureda núm. 3, sense desemborsar diners propis i utilitzant els recursos econòmics del Consorci de Turisme Jove, va idear, planificar i portar a terme diverses operacions per fer seva, la propietat de 2 locals amb els recursos financers procedents del CTJ.
Així mateix, Gosálbez i Amengual, prescindint totalment i absolutament del procediment administratiu establert a efecte, varen adjudicar la realització d'obres de reforma del local
situat en la Carrer Francesc Vidal Sureda núm. 3 al també acusat Marcos Perez Martínez, el qual va presentar factures al CTJ per import global de 182.939,72 €, havent aquest últim cobrat l'esmentat import. L'import de les factures havia estat acordat prèviament pels tres acusats, sent notablement superior als preus ordinaris de mercat. Gosálbez va carregar sobre les arques públiques 4.500 € mensuals del lloguer d'un local que ni els mateixos empleats del Consorci coneixien, i va realitzar (amb fons públics) obres als locals, per 180.000 € que únicament van servir per revaloritzar la seva propietat. I van beneficiar l'empresari de la construcció, Marcos Perez amb una adjudicació il·legal i arbitrària i excedida per al valor de mercat. Juan Francisco Gosálbez i Damià Amengual van percebre per aquesta adjudicació d'obra la quantitat total de 60.000 € de l'acusat Marcos Perez. Això es va realitzar en tres pagaments, que es van efectuar en efectiu amb el lliurament dels diners en bosses en diferents cafeteries.
Els acusats Juan Francisco Gosálbez i Damià Amengual, prescindint totalment i absolutament del Procediment Administratiu establert a l'efecte, van adjudicar la realització d'obres a instal·lacions del CTJ al constructor ANTONIO TUGORES OSUNA. Gosálbez va percebre de ANTONIO TUGORES una quantitat que supera clarament els 6.000 sense arribar a excedir els 9.000 € per les tres adjudicacions.
Gosálbez va arribar a gastar fons públics per un valor total de 21.074,13 € en serveis i compres que, en absolut, revertien en benefici de l'administració i que no eren necessaris per a les funcions públiques encomanades i que únicament poden tenir la consideració de despeses personals i particulars. En cap cas l'acusat va acreditar que aquestes despeses fossin necessaris per a l'exercici de les seves funcions.
Damià Amengual va arribar a gastar, almenys, fons públics per un valor total de 10.176,18 € en serveis i compres que, en absolut, revertien en benefici de l'administració i que no eren necessaris per a les funcions públiques encomanades i que únicament poden tenir la consideració de despeses personals i particulars. En cap cas l'acusat va acreditar que aquestes despeses fossin necessaris per a l'exercici de les seves funcions.
Així, Juan Francisco Gálvez reconeix la comissió dels delictes i ha col·laborat en el seu esclariment. Damià Amengual en les seves declaracions judicials ha reconegut parcialment la seva intervenció en alguns delictes. Juan Francisco Gosálbez en declaració judicial va reconèixer la comissió de delictes i va facilitar informació sobre altres delictes que fins al moment no havien estat objecte de coneixement per la justícia. També ha reparat parcialment el perjudici ocasionat. Maria Auxiliadora Pérez en declaració judicial va reconèixer la seva intervenció en la comissió de delictes i també ha reparat parcialment el perjudici ocasionat.
Antoni Dolç des de la seva primera declaració policial i en declaració judicial va reconèixer totalment la seva intervenció en els fets i la comissió de delictes amb relació a l'emissió d'una factura falsa i el cobrament d'aquesta. Els diners malversats (19.723 €) ha estat consignat per aquest acusat i el seu soci per reparar el dany. Bartomeu Gayá des de la primera
declaració policial i en declaració judicial va reconèixer parcialment la seva participació en els fets objecte d'acusació, ja que va admetre el lliurament i cobrament de la factura falsa. Els diners malversats (19.723 €) ha estat consignat per aquest acusat i el seu soci per
reparar el dany. Manuel Carmelo des de la primera declaració policial i en declaració judicial va reconèixer totalment la seva intervenció en els fets i la comissió de delictes en els pagaments a funcionaris. Jesús García Oeo i Andre Jose Villena han consignat 70.000 € per reparar el perjudici causat. Marcos Pérez des de la primera declaració policial i en declaració judicial va reconèixer totalment la seva intervenció en els fets i la comissió de delictes en els pagaments a funcionaris i la forma d'incrementar la facturació. També ha reparat parcialment el perjudici ocasionat consignant 2.300 euros. Antoni Tugores des de la primera declaració policial i en declaració judicial va reconèixer totalment la seva intervenció en els fets i la comissió de delictes en els pagaments a funcionaris i la forma de realitzar les contractacions. Pau Pujante Nadal en les seves declaracions judicials ha reconegut la seva intervenció en els delictes.
Concorre per a tots els acusats la circumstància analògica del vigent article 21.6 del Codi Penal en relació al retard en la tramitació de la present causa.
Es va retirar l'acusació a Miguel Rigo Sastre

## Implicats
- Rosa Puig, consellera de Presidència i Esports (No imputada)
- Juan Francisco Gálvez Díaz, exdirector general de Joventut:[37][38] 2 anys i 6 mesos de presó i inhabilitació per 10 anys per malversació continuada amb prevaricació continuada i falsedad continuada mercantil. I 6 mesos de presó per frau a l'administració.
- Damià Amengual Aloy, exgerent de Turisme Jove de les Illes Balears. 2 anys i 1 mes de presó i inhabilitació per 10 anys per malversació, prevaricació i falsedad mercantil. 7 mesos de presó, inhabilitació per 12 anys i multa de 100.000 € per delicte continuat de suborn. Inhabilitació per 10 anys per prevaricació. I 4 mesos de presó i inhabilitació per 10 anys per frau a l'administració.
- Juan Francisco Gosálbez Rodríguez, Cap de serveis i manteniment del Consorci Turisme Jove. Grupo Fanodi Gestión, S.L. i. Serveis Integrats Euroglobal SL. 2 anys i 4 mesos de presó i inhabilitació per 6 anys per malversació, prevaricació i falsedad mercantil. 1 any de presó i inhabilitació de 6 anys i multa d'11.000 € per suborn. Inhabilitació per 6 anys per prevaricació. 3 mesos de presó i inhabilitació per 5 anys per frau a l'administració.
- Maria Auxiliadora Pérez de Algaba de la Torre, companya sentimental de Gosálbez. 9 mesos de presó i inhabilitació per 3 anys per malversació, prevaricació i falsedad mercantil. Presó substituible per multa durant 18 mesos amb una cuota de 3 € diaris.
- Antonio Dolç Verd, soci de Nàutica Aventura (actualment Esports85) - Viajes Patricia. 1 any, 1 mes i 15 dies de presó i inhabilitació per 6 anys per malversació, prevaricació i falsedad mercantil. Pena de presó substituible per 27 mesos de multa amb cuota de 4 € diaris.
- Bartolomé Gayà Orvay, soci de Nàutica Aventura (actualment Esports85). 1 any, 1 mes i 15 dies de presó i inhabilitació per 6 anys per malversació, prevaricació i falsedad mercantil. Pena de presó substituible per 27 mesos de multa amb cuota de 4 € diaris.
- Manuel Carmelo Sáez Vidal, publicista soci de Sáez-Urio SL. 8 mesos de presó, inhabilitació per 2 anys i multa de 7.500 € per suborn. Pena de presó substituible per 16 mesos de multa amb cuota de 4 euros diaris.
- Jesús García Oeo, empresari de Cel Obert i Interjés de Paguera i exregidor de Calvià. 1 any, 1 mes i 15 dies de presó i inhabilitació per 6 anys per malversació, prevaricació i falsedad mercantil. Pena de presó substituible per 27 mesos de multa amb cuota de 4 € diaris.
- André José Villena, hoteler francès de les empreses S.A.L. (Service Atlantique Loisirs), C.L.E.A. (Concept Loisirs Europe Association), L.E.A., S.L.A (Services Loisirs Aventure) i de la portuguesa S.A.L. (Servicios de Lazer e Aventure). 1 any, 1 mes i 15 dies de presó i inhabilitació per 6 anys per malversació, prevaricació i falsedad mercantil. Pena de presó substituible per 27 mesos de multa amb cuota de 4 € diaris.
- Marcos Pérez Martínez, constructor empresa MCO (Mallorquina de Construcciones y Obras). 5 mesos de presó i inhabilitació per 3 anys per malversació substituible per 10 mesos de multa a 3 €/dia. I 4 mesos de presó a substituir per 8 mesos de multa a 3 € diaris i inhabilitació per 5 anys per frau a l'administració.
- Antonio Tugores Osuna, constructor. 9 mesos de presó i multa de 4.000 euros per suborn. Pena de presó substituible per multa de 18 mesos a 3 € diaris. I 6 mesos de presó substituible per 12 mesos de multa a 3 € diaris i inhabilitació per 18 mesos per frau a l'administració.
- Pau Pujante Nadal, empresari Picto Señalización. 9 mesos de presó i multa de 1.376,84 € per suborn. Pena de presó substituible per 18 mesos de multa a 4 € diaris.
- Miguel Rigo Sastre, empresari impremta Bahía. Absolt.
- María de los Reyes Carbonell Albertí, exsecretària general de la Conselleria de Medi Ambient i exconsellera del PP a l'oposició del Consell de Mallorca durant la legislatura 1995-1999
- Bernardo Carbonell Gual, arrendador d'un local de Turisme Jove. Edificaciones Vial. Pare de Maria de los Reyes.
- Joan Pere Carbonell Albertí, empresari de Promociones Es Puixet SL
- Antonio Noguera Palomino, director executiu de Sáez Urios SL
- Joan Rosselló, publicista
- José Manuel Maíz Chacón, empresari i parella de Nuria Fergó
- Matías Vidal Roselló, empresari
- Llorenç Jaume, empresari
- Jaime Cerdà, comptable del consorci (detingut però no imputat)

L'acord preveu el comís dels 42.500 euros que Gosálbez va cobrar en concepte de comissions i els 35.000 que va percebre Amengual, mentre que també hauran de fer front a abundants indemnitzacions en concepte de responsabilitat civil desglosats de la següent manera:
- Per la factura inveraç de la REAJ, Juan Francisco Gosálbez Rodríguez i Damià Amengual Aloy hagueren d'indemnitzar conjuntament i solidàriament amb 18.957,25 € a la Xarxa Espanyola d'Albergs Juvenils (REAJ). De manera susbsidiaria als anteriors l'acusada Maria Auxiliadora Pérez de Algaba de la Torre indemnitzaria aquesta quantitat. És procedent declarar com a responsable civil subsidiari a Grupo Fanodi Gestión SL per al pagament d'aquesta quantitat.

- Per la factura inveraç de Náutica Aventura, Juan Francisco Gosálbez Rodríguez, Antonio Dolç Verd, Bartolomé Gayà Orvay i Damià Amengual Aloy indemnitzar conjuntament i solidàriament amb 19.723 € al Consorci de Turisme Jove (CTJ). És procedent declarar com a responsable civil subsidiari a Náutica Aventura S.L. per al pagament d'aquesta quantitat. Es procedí al lliurament de la quantitat ja consignada.

- Sobre el pagament de comissions, no es derivaren altres responsabilitats pecuniàries diferents de les multes i els comissos sol·licitats.

- Per les factures per desviar 120.000 €, Juan Francisco Gosálbez Rodríguez, André José Villena, Jesús García Oeo, Juan Francisco Gálvez Díaz i Damià Amengual Aloy, indemnitzessin conjuntament i solidàriament amb 108.097,50 € aL Consorci de Turisme Jove (CTJ). Es va declarar com a responsable civil subsidiari Interjes de Paguera SL per al pagament d'aquesta quantitat. Es van declarar com a responsables civils subsidiàries les següents societats per al pagament de les quantitats:
  - A l'empresa portuguesa S.A.L. (Serveis de Lazer i Aventure) la quantitat de 23.980 €.
  - A l'empresa francesa C.L.E.A. (Concep Loisirs Europe Association) la quantitat de 8.267 € i la de 20.250 €.
  - A l'empresa francesa S.A.L. (Service Atlantique Loisirs) la quantitat de 23.599,50 € i la de 5.250 €.
  - A l'empresa francesa S.L.A. (Services Loisirs Aventure) la quantitat de 26.750 €. Procedí el lliurament de la quantitat ja consignada.

- Lloguer de Baró de Pinopar. No procedeix pronunciament civil.
- Lloguer de Via Alemanya. No procedeix pronunciament civil.
- Per l'adquisició d'immobles a costa del CTJ i el lloguer de Vidal Sureda, procedí la devolució al CTJ de les rendes que Grupo Fanodi Gestión SL rebé pel lloguer de l'immoble que ascendeixen a 48.510 € (4.410 x 11 mesos) declarant la responsabilitat civil directa de Juan Francisco Gosálbez Rodríguez i la subsidiària de Grupo Fanodi Gestión SL.
- Sobre les obres a Vidal Sureda, es va declarar la nul·litat del contracte realitzat. Igualment procedí la devolució al CTJ l'excés de preu de les obres que es xifra en 60.000 euros. I procedí a declarar la responsabilitat civil directa i solidària de Juan Francisco Gosálbez Rodríguez, Damià Amengual Aloy i Marcos Pérez Martínez pel pagament d'aquesta quantitat. Procedeix el lliurament de la quantitat ja consignada.

- Sobre les obres per al CTJ no procedí pronunciament civil.
- Sobre les despeses privades de Gosálbez, procedí la devolució al CTJ del il·legalment percebut que ascendeix a 21.074,13 € declarant la responsabilitat civil directa de Juan Francisco Gosálbez Rodríguez per al pagament d'aquesta quantitat.
- Sobre les despeses privades d'Amengual, procedí la devolució al CTJ del il·legalment percebut que ascendeix a 10.176,18 € declarant la responsabilitat civil directa de Damià Amengual Aloy per al pagament d'aquesta quantitat.

Gálvez va guanyar una plaça d'auxiliar administratiu durant el primer Pacte de Progrés, tot i que segons el Butlletí Oficial de les Illes Balears (BOIB) del 4 d'abril de 2002, va quedar el número 14 i no el primer en la llista d'opositors, com assegurava Matas. Al BOIB del 4 de maig d'aquest mateix any, se li va adjudicar una plaça en propietat a la Conselleria de Benestar social. Amb l'arribada el 2003 del Govern del PP, Gálvez va accedir a una plaça de lliure designació per a ocupar el càrrec de secretari personal de Matas. En concret, se la va adjudicar el llavors conseller d'Interior, José María Rodríguez, mitjançant una resolució del 7 d'abril de 2004. El concurs per a la provisió de llocs de treball de l'administració balear va tenir lloc, doncs, amb l'Executiu del PP. El dia 16 d'aquest mateix mes, Gálvez va assistir al seu nou lloc de treball, on va prendre possessió com a nova mà dreta de Matas, si bé tot seguit va sol·licitar continuar gaudint de l'excedència per ser un càrrec polític. Aquest ascens li va permetre aconseguir i consolidar el màxim complement salarial, va passar del nivell 14 al 19, de la seva categoria laboral.